# Othon Mader
Othon Mader (Paranaguá, 8 de janeiro de 1895 - Curitiba, 1974) foi um engenheiro civil e político brasileiro filiado a União Democrática Nacional (UDN).

## Biografia
Filho de Nicolau Mäder e de Francisca da Costa, Othon Mader nasceu em Paranaguá, no litoral do Paraná. Seu pai, natural de Rio Negro, foi um industrial e comerciante de erva-mate, e na carreira política foi eleito deputado estadual, exercendo o mandato entre os anos de 1908 e 1909. O avô paterno de Othon era o imigrante suíço Martin Mäder, e sua avó paterna era Maria Bley, descendente de luxemburgueses.
Mader morou na cidade de Rio Negro durante a infância e depois em Curitiba. Já na capital do estado, estudou o primário no Colégio Elysio Viana e concluiu o secundário no Ginásio Paranaense. Posteriormente foi para a cidade de São Paulo e estudou na Escola Politécnica de São Paulo. Depois transferiu-se para o Rio de Janeiro e ingressou na Escola Politécnica do Rio de Janeiro, formando-se em 1919. Formou-se em geografia e em engenharia.
Foi casado com Olívia de Abreu, com quem teve três filhos.
Presidiu o Sindicato dos Engenheiros do Paraná, o Instituto de Engenharia do estado, a Associação dos Funcionários Públicos e o Sindicato das Companhias de Seguro. Exerceu ainda a direção do Departamento de Terras e Colonização e do Departamento Geográfico, Geológico e Mineralógico do Paraná e também trabalhou na Comissão de Terras do Paraná.
Morreu de mal súbito em 1974, em Curitiba, aos 79 anos.

### Carreira política
Logo após a Revolução de 1930, foi nomeado prefeito em Foz do Iguaçu em 1931. Em 1932 foi nomeado prefeito de Ponta Grossa, substituindo Jorge Becher e sendo substituído por Brasil Pinheiro Machado. Posteriormente, no governo estadual, comandou diferentes pastas, sendo secretário de Agricultura, secretário de Fazenda e secretário de Viação e Obras Públicas.
Nas eleições de outubro de 1950 foi eleito Senador da República pelo Paraná, tendo como suplente José Augusto Gomes de Farias. Venceu o seu oponente, o candidato Raul Vaz, do Partido Social Democrático (PSD), que era apoiado pela família Lupion. No Senado, assumiu o mandato em 1º de fevereiro de 1951, na 39.ª legislatura. Foi membro titular das comissões de Trabalho e Legislação Social e de Finanças, tendo combatido a Eletrobrás e o monopólio dos transportes ferroviários e de cabotagem marítima. Deixou o Senado em 31 de janeiro de 1959.
Nas eleições de outubro de 1958 foi eleito deputado federal pela UDN, também pelo Paraná. Na Câmara Federal tomou posse em 2 de fevereiro de 1959, mandato que exerceu até 1963.

## Publicações
- Instituto Nacional do Mate (1951);[3]
- Dirigismo e livre iniciativa (em colaboração, 1953);[3]